# Уфимский колледж предпринимательства, экологии и дизайна
Уфимский колледж предпринимательства, экологии и дизайна — среднее специальное учебное заведение в городе Уфе.

## История
Основан в 1909 году как Уфимская торговая школа, открытая 6 сентября.
В сентябре 1919 года Уфимское коммерческое училище, открытое 25 августа 1912 года, преобразовано в Уфимские профессиональные коммерческие классы, к которым в 1920 году присоединена торговая школа. С марта 1921 года — Уфимская промышленно-экономическая школа, с сентября 1922 года — Уфимский промышленно-экономический техникум. В 1926 году вошёл в состав Уфимской школы конторско‑торгового ученичества, основанной в 1925 году. С 1936 года — Уфимская школа торгово‑кулинарного ученичества.
В 1964–1967 годах — Уфимское профессиональное торгово-кулинарное училище. С 1 ноября 1967 по 1972 год — Уфимское профессиональное торговое училище, в 1972–1981 годах — Уфимское среднее профессиональное торговое училище. С 1981 года — Уфимское среднее профессиональное техническое училище, с 1990 года — Уфимское высшее ПТУ. В 1986–2007 годах — Уфимское ПТУ № 137. С 4 апреля 1995 года — Уфимский профессиональный лицей № 137.
С 2007 года — Уфимский колледж предпринимательства, экологии и дизайна, который в 2009 году получил статус государственного автономного образовательного учреждения.